# Alsdorf (Westerwald)
Alsdorf település Németországban, Rajna-vidék-Pfalz tartományban. Lakosainak száma 1534 fő (2023. december 31.).

## Népesség
A település népességének változása:
| Lakosok száma | 1799 | 1522 | 1498 | 1466 | 1512 | 1513 | 1534 |
|               | 1975 | 2014 | 2017 | 2019 | 2021 | 2022 | 2023 |